# Galactica 1980
Pour les articles homonymes, voir Battlestar Galactica (homonymie).
Galactica 1980 est une série télévisée américaine en dix épisodes de 45 minutes chacun, créée par Glen A. Larson et diffusée à l'origine entre le 27 janvier et le 4 mai 1980 sur le réseau ABC.
Son action est censée se dérouler une vingtaine d'années après la première série Galactica.
Parfois simplement considérée comme la seconde saison de celle-ci, car également produite par Glen A. Larson dès l'année suivante, elle est généralement dénigrée par les fans. En France, les premiers épisodes remontés ont été distribués au cinéma sous le titre La Conquête de la Terre, sorti le 1er juillet 1981 ; la série télévisée n'a été diffusée qu'à partir du 16 juillet 1988 sur La Cinq.
Les épisodes de la série indiquent qu'après un long et périlleux voyage spatial, la Flotte dont le vaisseau Galactica est le protecteur arrive en vue de la planète Terre. Cependant, les humains ne semblent pas technologiquement assez avancés pour faire face à une éventuelle attaque Cylon. Pour éviter de mettre la planète en danger, la Flotte reste à l'écart et envoie un petit groupe d'éclaireurs pour « préparer » les Terriens face à la menace Cylon. Ces éclaireurs sont le capitaine Troy, fils adoptif d'Apollo et dont le surnom était "Boxey", et le lieutenant Dillon. Ils seront aidés sur Terre par une jeune journaliste, Jamie Hamilton.
La série fut peu appréciée par les fans en raison d'un manque de moyens. En effet, la plupart des épisodes se déroulent sur Terre et n'offrent pas ou très peu d'effets spéciaux. Les Cylons étaient présents de manière exceptionnelle et l'action présentait parfois de sérieux manques de cohérence. Il s'ensuivait un ennui profond du spectateur qui pouvait estimer que cette série n'avait de « Galactica » que l'intitulé.

## Distribution
- Lorne Greene (VF : Jean Michaud) : Commandant Adama
- Kent McCord : capitaine Troy
- Barry Van Dyke : lieutenant Dillon
- (en) Robyn Douglass : Jamie Hamilton
- James Patrick Stuart : Dr Zee
- (en) Allan Miller : colonel Sydell
- Richard Lynch : Xavier

## Épisodes
1. Voyage dans le temps - 1ère partie (Galactica Discovers Earth - Part 1)
2. Voyage dans le temps - 2ème partie (Galactica Discovers Earth - Part 2)
3. Voyage dans le temps - 3ème partie (Galactica Discovers Earth - Part 3)
4. Les super Scouts - 1ère partie (The Super Scouts - Part 1)
5. Les super Scouts - 2ème partie (The Super Scouts - Part 2)
6. Baseball Spatial (Spaceball)
7. Les cyclons arrivent - 1ère partie (The Night the Cylons Landed - Part 1)
8. Les cyclons arrivent - 2ème partie (So This Is New York - Part 2)
9. Les moissons de l'espace (The Space Croppers)
10. Le retour de Starbuck (The Return of Starbuck)

### Voyage dans le temps-1repartie
- Titre original : Galactica Discovers Earth - Part 1
- Résumé : Vingt ans après le dernier épisode de Galactica, la Flotte dirigée par Adama arrive à proximité de la Terre. Dans la mesure où la Flotte a voyagé plus vite que la lumière, elle a voyagé dans le temps, plus précisément dans le passé. La planète semble sans défense face aux Cylons. Sur les conseils du docteur Zee, un adolescent doté de pouvoirs paranormaux, Adama envoie deux pilotes sur Terre : le capitaine Troy, fils adoptif d'Appolo, et le lieutenant Dillon. Les deux hommes se rendent donc sur Terre, en Californie, chargés de contacter le scientifique Mortinson afin de lui transmettre des technologies inconnues des humains. Ignorant tout des coutumes des Américains des années 1980, ils sont aidés par une jeune femme qui rêve de devenir journaliste, Jamie Hamilton. Ils transmettent une équation au scientifique, mais sont interpellés et placés en garde à vue par la police : ils sont suspectés d'être des terroristes gauchistes opposés au nucléaire.
- Remarques : 
  - les héros remontent dans le passé en accélérant à la vitesse de la lumière, dans le sens inverse de la rotation de la Terre. Ceci a déjà été vu dans le film Superman.
  - les héros préconisent de ne tuer personne dans le passé pour éviter de créer des paradoxes. Ceci se révèle incohérent car la minute d'après ils sauvent un wagon entier de déportés juifs qui auraient dû mourir. Ceci aurait logiquement pour conséquence de modifier l'avenir, mais il n'en est rien.

### Voyage dans le temps-2epartie
- Titre original : Galactica Discovers Earth - Part 2
- Résumé : Jamie est embauchée par une chaîne de télévision californienne et chargée d'interviewer Mortinson. Se rendant au rendez-vous, elle rencontre Troy et Dillon qui se sont échappés des locaux de garde à vue. Le trio rencontre Mortinson, mais le groupe est poursuivi par la police. Troy, Dillon et Jamie quittent la Terre avec les vaisseaux spatiaux et se rendent sur le Galactica. Ils y apprennent que le docteur Xavier, en désaccord avec Adama, a volé un vaisseau et a voyagé dans le temps : il s'est rendu en Allemagne en 1944. Troy, Dillon et Jamie repartent, cette fois-ci en 1944, à la poursuite de Xavier. Ils arrivent en Allemagne en pleine Seconde Guerre mondiale et sont témoins d'arrestations de Juifs par la Gestapo. Ils repèrent la base nazie où Xavier aide les Allemands à construire des missiles V2.

### Voyage dans le temps-3epartie
- Titre original : Galactica Discovers Earth - Part 3
- Résumé : Jamie, Troy et Dillon, après avoir libéré les prisonniers juifs, détruisent le V2 construit par les nazis. Ils s'emparent de Xavier et le ramènent aux vaisseaux, mais l'homme s'enfuit. Le trio reprend la direction de 1980 (ils ignorent que Xavier se rend lui-aussi à cette date car il veut rencontrer Mortinson). Les trois aventuriers découvrent qu'ils sont recherchés en tant que terroristes ayant tenté d'enlever le scientifique Mortinson (lequel tente de les innocenter lors d'interviews). Leurs vaisseaux ainsi que celui de Xavier ont été découverts par la police et remis à l'armée. Après avoir rencontré Mortinson, Xavier se rend de nuit dans la base américaine. Il récupère son vaisseau et s'enfuit. Troy, Dillon et Jamie le suivent de près. Eux-aussi récupèrent leurs deux vaisseaux et, après une vaine poursuite de Xavier, regagnent le Galactica. Adama leur apprend que Xavier a voyagé dans le temps et s'est rendu au XVIIIe siècle, mais on ignore la date exacte de sa destination.

### Les Super Scouts-1repartie
- Titre original : The Super Scouts - Part 1
- Résumé : Les Cylons attaquent l'un des vaisseaux de la Flotte qui comprend notamment une école. Ce vaisseau est évacué, et l'un des mini-transporteurs, piloté par Dillon et Troy, comporte une douzaine d'enfants. Le transporteur n'ayant pas assez de carburant pour rejoindre le reste de la Flotte, les deux pilotes décident de rejoindre la Terre. Arrivés en Californie, ils atterrissent dans une zone peu peuplée. Dillon et Troy se rendent en ville. Sans le vouloir et maladroitement, Dillon fait croire à une vendeuse qu'il commet une attaque à main armée. Avec l'argent récolté, les deux hommes achètent des vêtements de scouts pour les enfants. L'un d'eux boit une gorgée d'eau dans un étang non loin de là et tombe gravement malade (l'eau est infestée de produits chimiques). Dillon et Troy l'emmènent à l'hôpital, où ils rencontrent une amie : Jamie Hamilton. Puis ils rencontrent Stockton, le directeur de l'usine qui rejette les produits chimiques : ils voient bien qu'ils ne sont pas pris au sérieux. Pendant ce temps, le shériff du comté, alerté par le « braquage » commis récemment, recherche les deux hommes.

### Les Super Scouts-2epartie
- Titre original : The Super Scouts - Part 2
- Résumé : Constatant que les policiers les recherchent, Dillon et Troy décident de lever le camp immédiatement. Quand les policiers arrivent, Troy, Dillon et les enfants n'y sont plus. Pendant ce temps, le médecin de l'hôpital dans lequel les trois enfants ont été hospitalisés examine la composition de leur sang. Il voit bien que leur sang n'est pas « normal ». Troy et Dillon se rendent à l'hôpital : les trois enfants sont mourants. Ils appellent le Galactica pour un renfort médical d'urgence. Adama et Zee prennent un vaisseau médical pour se rendre sur Terre. Pendant ce temps, Troy et Dillon chargent les trois enfants dans une camionnette appartenant à Stockton, le directeur de l'usine chimique, et se rendent au point de rendez-vous. Ils sont poursuivis par le shériff du comté (en raison du « braquage » de l'épisode précédent). Alors qu'on est en pleine nuit, le vaisseau médical arrive au lieu de rendez-vous, prend en charge les enfants et les soigne. Adama et Zee y font entrer Stokton et le sensibilisent aux dangers des produits chimiques que son usine rejette dans l'atmosphère ; Stokton ressort du vaisseau fortement ébranlé. L'épisode se termine par une rencontre dans une cafétéria entre Dillon, Troy, Jaimie et les douze enfants. Dillon et Troy confient à Jamie la garde des enfants.

### Baseball Spatial
- Titre original : Spaceball
- Résumé : Jamie Hamilton occupe les douze enfants qui ont été confiés à sa garde en les inscrivant à un club de baseball. Lorsqu'elle apprend que le propriétaire du club risque de devoir vendre son terrain à des promoteurs immobiliers s'il perd le prochain match, et que plusieurs enfants qui devaient jouer ont renoncé à jouer, elle propose de faire jouer les enfants du Galactica. Ceux-ci utilisent leurs pouvoirs paranormaux lors de ce match capital. Pendant ce temps, le colonel Sydell remarque que Jamie a été impliquée dans les aventures précédentes avec Troy et Dillon : il se met à enquêter sur Jamie et les enfants. De son côté, le professeur Xavier élabore un plan pour procéder à l'enlèvement des enfants dans le but de les échanger contre une amnistie à son égard. L'épisode se termine sur une victoire des enfants lors du match de base-ball ; l'échec des plans de Xavier et sa fuite ; le colonel Sydell est blessé par Xavier.
- Remarque : les héros se retrouvent à court de carburant dans un vaisseau Viper qui voyage dans l'espace. Ceci a pour effet de l'immobiliser totalement, alors qu'il aurait dû normalement continuer à avancer grâce à son inertie.

### Les Cylons arrivent-1repartie
- Titre original : The Night the Cylons Landed - Part 1
- Résumé : Un vaisseau cylon de nouvelle génération, bien plus rapide que les précédents rencontrés, patrouille non loin de la Terre. Un combat s'engage entre des chasseurs rapides du Galactica et le vaisseau cylon, lequel s'écrase sur Terre à 100 km au nord de New York. Deux membres de l'équipage restent en vie : un Centurion de métal, et un autre Cylon de forme humanoïde, revêtu de chair et de peau humaines qui est son chef. Leur but : lancer un signal en direction d'une base spatiale cylon pour leur indiquer la localisation exacte de la Terre. À bord du Galactica, l'heure est grave : on ordonne à Dillon et Troy de quitter immédiatement la Californie pour se rendre sur le lieu du crash. Les deux jeunes gens prennent un vol commercial, au cours duquel ils empêchent un duo de terroristes de commettre un détournement d'avion. Quand ils arrivent sur le lieu du crash, il est trop tard : le vaisseau cylon a été volontairement désintégré par les deux survivants, qui d'ailleurs ont pris la fuite en direction de New York.
- Remarques :
  - jusque-là, les Cylons n'étaient que des robots à l'apparence de machine. L'apparence humanoïde sera fortement utilisée pour Battlestar Galactica 2003.
  - un soldat Cylon se retrouve paralysé par un four à micro-ondes.

### Les Cylons arrivent-2epartie
- Titre original : So This Is New York - Part 2
- Résumé : Le Cylon humanoïde et son compagnon de métal sont pris en charge par un couple qui se rend en voiture à une fête organisée en raison d'halloween. Ce couple les prend pour de joyeux fêtards. Durant le trajet vers New York, le Cylon humanoïde (qui se présente au couple sous le prénom de « Andy ») apprend que l'organisateur de la fête est le dirigeant d'une station de radio new yorkaise. Du coup, il accepte de se rendre à la fête et de faire croire que son compagnon et lui se sont déguisés pour halloween. Pendant ce temps Dillon et Troy, munis d'un récepteur qui capte la longueur d'onde des Cylons, volent une voiture de police, suivent les deux Cylons à la trace, et arrivent à leur tour à New York.

### Les Moissons de l'espace
- Titre original : The Space Croppers
- Résumé : Un vaisseau cylon attaque l'un des vaisseaux de la Flotte humaine. Le vaisseau alimentaire contenant les hydroponiques est grièvement atteint et le risque est grand qu'on ne puisse plus nourrir convenablement la population de la Flotte d'ici quelques mois. Dillon et Troy sont chargés de trouver des terrains de culture permettant de faire pousser des fruits et des légumes qui seront ensuite envoyés à la Flotte. Les deux jeunes gens ont entendu parler des époux Alonzo, d'origine mexicaine, qui sont en conflit avec leur puissant voisin qui accapare l'eau de la vallée en ayant construit un barrage sur sa propriété. Leurs efforts vont payer : le riche voisin sera ridiculisé et l'eau de la vallée sera répartie équitablement. Les douze enfants qui avaient été confiés jusqu'à présent à Jamie Hamilton sont désormais confiés aux époux Alonzo ; ils les aideront à cultiver la terre.

### Le Retour de Starbuck
- Titre original : The Return of Starbuck
- Résumé : le jeune docteur Zee, dont on ignore tout depuis le début de la série, a fait un rêve étrange. Il s'en ouvre auprès du commandant Adama. Il voit un homme dont il n'a jamais entendu parler, appelé « Starbuck », avoir de sérieux problèmes lors d'un combat spatial contre les Cylons. Son vaisseau a été touché et Starbuck doit se poser sur une planète aride et inhospitalière. La Flotte humaine ne sait pas où il se trouve et doit abandonner Starbuck à son sort. Sur la planète, Starbuck ne peut pas réparer son vaisseau. À quelques kilomètres de là, il découvre les restes du vaisseau cylon qu'il combattait et qui s'est aussi écrasé. Les trois occupants cylons sont détruits. Au fil des jours, Starbuck commence à s'ennuyer fermement : pas de nourriture, pas de compagnon, il craint de mourir à brève échéance de faim et de solitude. Pour s'occuper il entreprend de réparer le robot cylon le moins grièvement atteint des suites du crash. Il parvient à « réanimer » le robot. Ce dernier commence à être agressif à l'égard de Starbuck, mais le pilote, peu à peu, élabore des discussions de plus en plus longues et approfondies avec le Cylon, au point que celui-ci ne songe plus à l'agresser. Au fil des mois, une certaine amitié naît entre les deux naufragés. Le Cylon quitte Starbuck et revient longtemps plus tard avec un être dont Starbuck avait déclaré qu'il lui manquait : une jeune femme. Celle-ci est enceinte. Elle dit venir d'une autre dimension et demande à Starbuck et au Cylon de fabriquer un vaisseau spatial à partir des débris des deux vaisseaux spatiaux qui s'étaient crashés. Starbuck et le Cylon procèdent à un assemblage. Un jour, la jeune femme accouche d'un bébé de sexe masculin. Mais c'est alors que surgit un équipage de Cylons venus se rendre compte de l'état du vaisseau cylon écrasé. Ils s'apprêtent à tuer Starbuck, la femme et le bébé. Starbuck organise le départ précipité de la femme à bord du vaisseau de fortune. Alors qu'il s'attend à être exécuté, un coup de théâtre a lieu : le Cylon dont Starbuck était devenu l'ami abat deux des trois Cylons, mais l'un d'eux a le temps de réagir en lui tirant dessus. Starbuck tue ce troisième Cylon et n'a que le temps de recueillir son ami cylon avant qu'il ne « meure ». C'est la fin du rêve de Zee. Adama lui apprend alors qu'on avait jadis retrouvé Zee dans un vaisseau spatial de fortune, et qu'il est probablement le bébé stellaire de la jeune femme, et qu'il doit la vie sauve à Starbuck et au Cylon.

## DVD / BLU-RAY
- L'intégrale de la série est sortie en coffret 3 DVD le 25 mars 2008 chez Universal Pictures Vidéo. L'audio est en Français et Anglais mono 2.0 avec sous-titres français. Le ratio image est en 1.33.1 plein écran 4/3. Les copies ont été remastérisées. Aucun supplément présent [1].

- La série est disponible aussi en haute définition dans un boitier 3 BLU-RAY présent dans le coffret de l'intégrale de Galactica la série originale.